# Ibrahim Hassan
Ibrahim Hassan Hussein (Caïro, 10 augustus 1966) is een voormalig profvoetballer uit Egypte, die zijn profcarrière beëindigde in 2006.
Hassan speelde 125 interlands (twaalf doelpunten) voor de Egyptische nationale ploeg, met wie hij deelnam aan het WK voetbal 1990 in Italië. Hij is de tweelingbroer van aanvaller Hossam Hassan, die ook jarenlang uitkwam voor de nationale ploeg. Na zijn actieve loopbaan stapte hij het trainersvak in.